# Abraj Al Bait Towers
Les Abraj Al Bait Towers est un complexe résidentiel de luxe, formé de sept gratte-ciel situé à La Mecque, en Arabie saoudite, à proximité de la Kaaba. Sa plus haute tour, la Makkah Clock Royal Tower, est la quatrième plus haute construction au monde.
La construction a été achevée en 2012. Abraj signifie « les tours », tandis qu'Al Bait signifie « la Maison ».

## Histoire

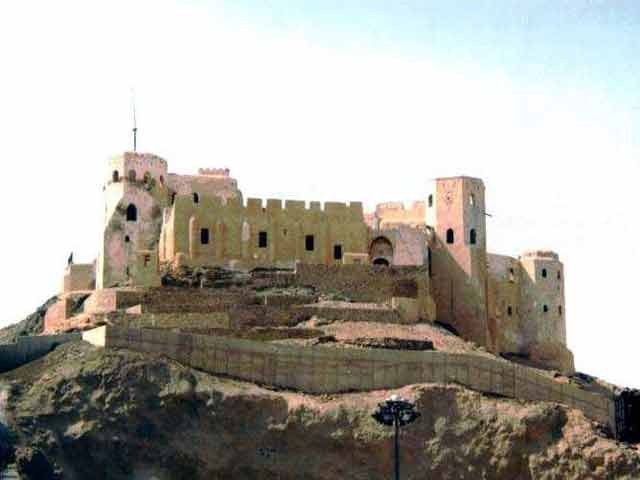
La forteresse d'Ajyad avant sa destruction.

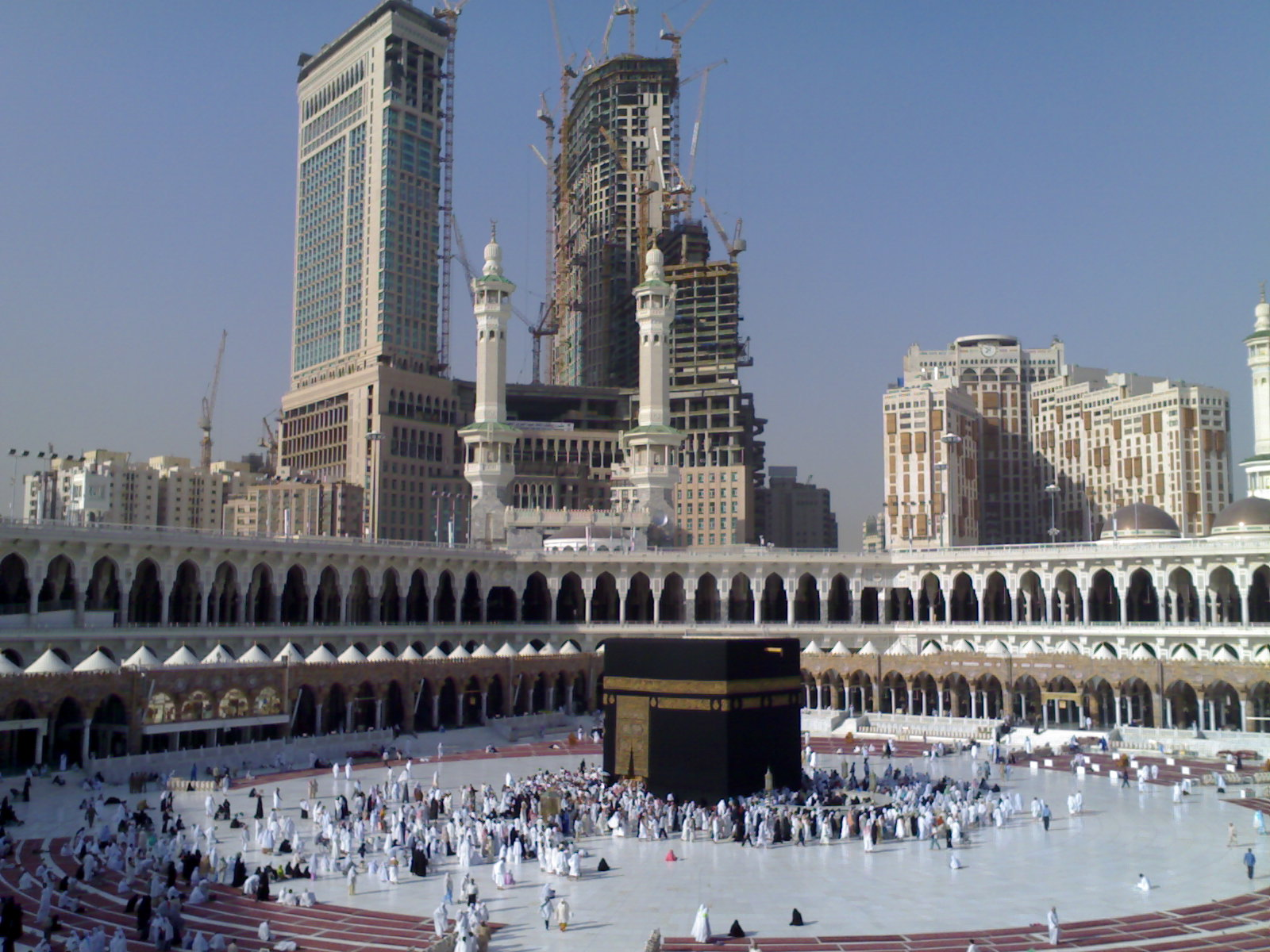
Abraj Al Bait Tower.

L'ensemble a été construit à l'emplacement de la forteresse d'Ajyad, un ancien fort de l'époque ottomane datant du XVIIIe siècle, qui a été rasé sur ordre du gouvernement saoudien deux ans avant le début des travaux, en 2002. En outre, la colline sur laquelle cette fortification était bâtie, la montagne de Bulbul, a également été rasée.
L'architecte était la société libanaise Dar Al-Handasah et le coût du projet s'estima à 1,6 milliard de dollars.
La plus haute de ces tours, la Makkah Clock Royal Tower mesure 601 mètres de haut, ce qui en fait (en 2016) la quatrième plus haute construction au monde après la Burj Khalifa de Dubaï (829 mètres), la Tokyo Skytree (634 mètres) de Tokyo et la tour Shanghai (632 mètres). L'édifice, qui abrite un hôtel, a ouvert ses portes en 2010.
Cet hôtel est surmonté d’une horloge six fois plus grande que celle de Big Ben, à Londres : d’une quarantaine de mètres de diamètre, l’horloge serait visible jusqu’à 17 km à la ronde, de nuit, et jusqu'à 11 à 12 km à la ronde le jour.
Des personnalités telles que le journaliste Mahmoud Sabbagh ou Irfan al-Alawi, le fondateur de Islamic Heritage Research Foundation, déplorent la destruction du patrimoine culturel et la « manhattanisation » (du nom du célèbre quartier de New York) de la ville en décalage total avec l'esprit de spiritualité du lieu. « On ne peut s'empêcher d'être attristé par la vue d'une "Kaaba" si petite au milieu de ces géants de verre et d'acier », a regretté la romancière saoudienne Raja Alem.

## Généralités
L'ensemble formé par l'Abraj Al Bait Towers est composé de plusieurs tours :
- Makkah Clock Royal Tower ou Hotel Tower, 601 m
- Hajar, 261 m
- ZamZam, 260 m
- Qiblah, 240 m
- Sarah, 240 m
- Marwah, 240 m
- Safa, 240 m

L'ensemble peut accueillir environ 100 000 personnes.